# OT-64 SKOT
L'OT-64 SKOT (acronyme de, en tchèque : Střední Kolový Obrněný Transportér ; en polonais : Średni Kołowy Opancerzony Transporter – transporteur moyen blindé à roues) est un véhicule blindé de transport amphibie (8×8), développé conjointement par la Pologne et la Tchécoslovaquie communistes jusque dans les années 1960.
Jusqu'au début des années 1970, 4500 T 64 SKOT ont été produits, toutes variantes confondues, avec plus des deux tiers appartenant à l'armée tchécoslovaque. Le SKOT était dans les années 1960 et 1970, le meilleur dans la catégorie des véhicules blindés à roues. Le SKOT est venu avec le concept intemporel de transporteur blindés sur roues, qui est utilisé par tous les fabricants du monde entier aujourd'hui.

## L'histoire
L'OT-64, qui était destiné à remplacer l'autochenille OT-810, qui était presque identique à l'autochenille allemande SdKfz 251 de la Seconde Guerre mondiale. Le premier prototype a été construit en 1959. En 1961, la première série de prototypes a été construite à partir d'octobre 1963. Les véhicules ont été produits à Lublin, en Pologne, par Fabryka Samochodów Ciężarowych. Tchécoslovaquie a fourni les groupes motopropulseurs des OT-64, c'est-à-dire le moteur, la transmission et les essieux. Les premières productions du véhicule ont été livrées en 1964 à la fois à l’armée populaire polonaise et à l'Armée populaire tchécoslovaque (en). Certains ont également été acquis par l'armée hongroise (en). Aujourd'hui ils sont progressivement remplacés par des véhicules plus récents.

## Données techniques

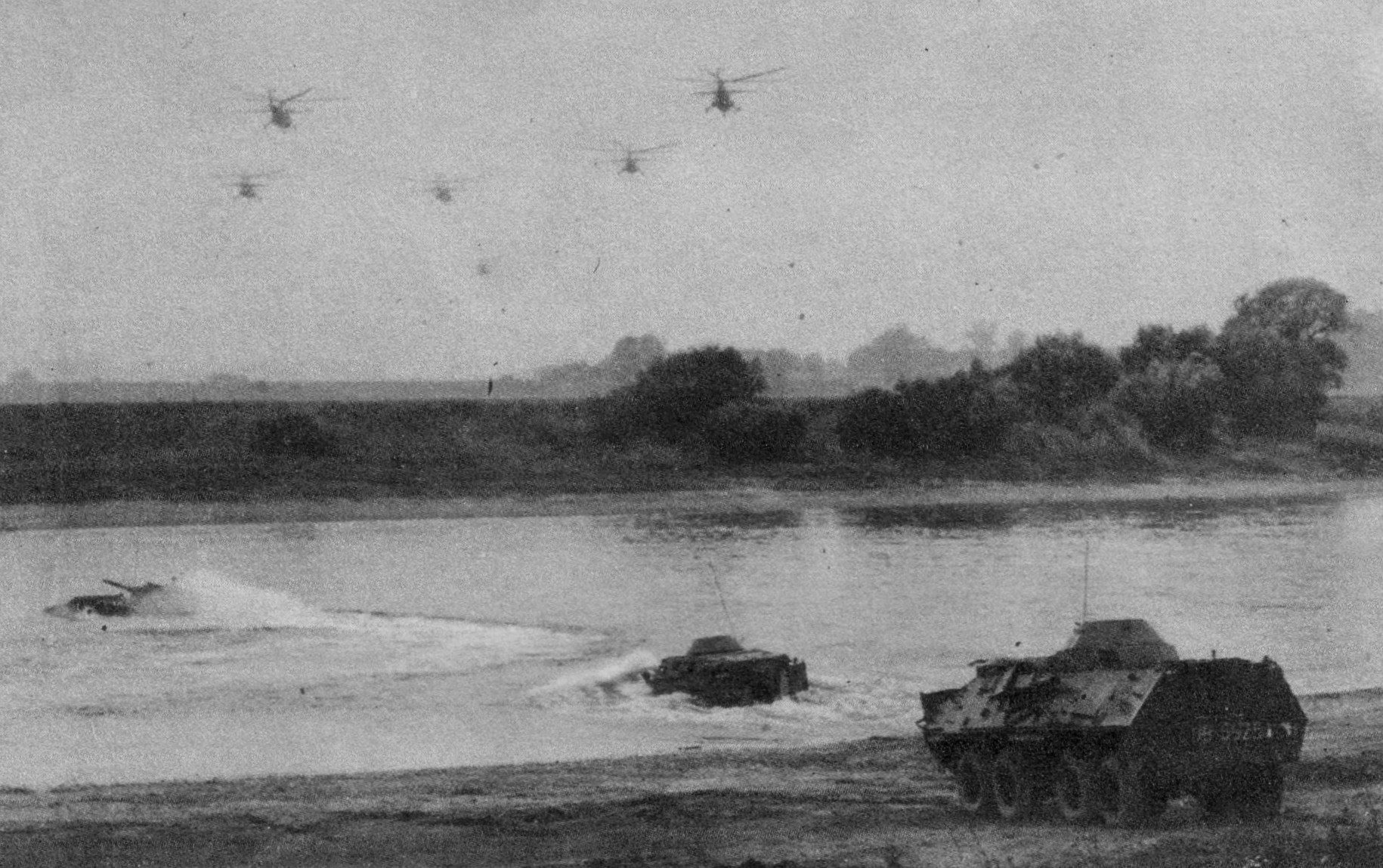
OT-64 SKOT dans un exercice d'assaut amphibie.

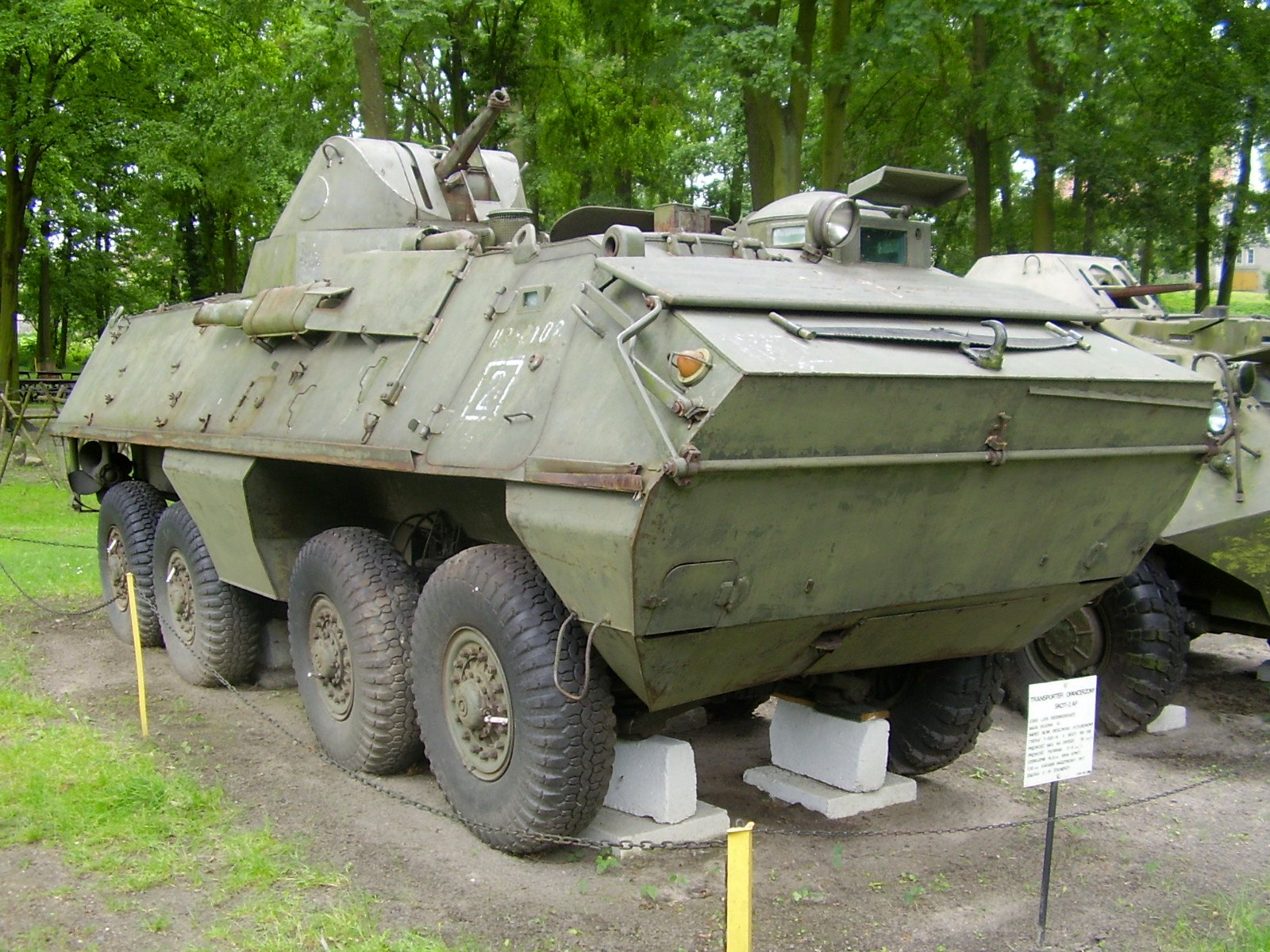
SKOT-2AP

Le moteur, la transmission, la suspension et les essieux du OT 64 ont été produits en Tchécoslovaquie. Le moteur a été fabriqué par Tatra. La boîte de vitesses a été fabriquée par Praga Hostivař. Les blindages de la coque et des armes ont été produits en Pologne.
Le OT-64 a été la réponse au BTR-60 Soviétique. L'OT-64 a utilisé un moteur diesel à la place d'un moteur à essence, ce qui a diminué le risque d'incendie et dans le même temps augmenté la gamme. Le principal avantage par rapport à son homologue russe a été le blindage de l'intérieur du véhicule. L'entrée se fait par l'arrière du véhicule, par une double portes. L'OT-64 avait un système de protection NBC et de l'équipement de vision nocturne. Il avait également une centrale de gonflage pour tous les pneus qui pouvait être contrôlés par le pilote lors du trajet. L'OT-64 est aéroportable et est amphibie, pour se déplacer sur l'eau il utilise deux hélices installées à l'arrière.
Plusieurs variantes ont été produites. Certains OT-64 ont été rééquipés pour la défense aérienne ou construits comme chasseurs de tank. Ce dernier utilise le missile malioutka 9M14.

## Historique de service
L'OT-64 SKOT est entré en service avec les armées polonaise et Tchécoslovaque en 1963. Il a été produit jusqu'au début des années 1970. Il est toujours en service en Pologne et en Slovaquie. Les unités tchèques ont été remplacées en 2006 par de nouveaux véhicules blindés Pandur II CZ. Au cours des années 1990, la Slovaquie a acheté des centaines de ces véhicules à la République tchèque (150 en 1994, 100 en 1998). Depuis, la Slovaquie les revend à d'autres pays, notamment Africains. L'OT-64 SKOT a également été exporté vers onze autres pays. Le nombre total de véhicules produits est de 4500.

## Variantes

### Tchécoslovaquie

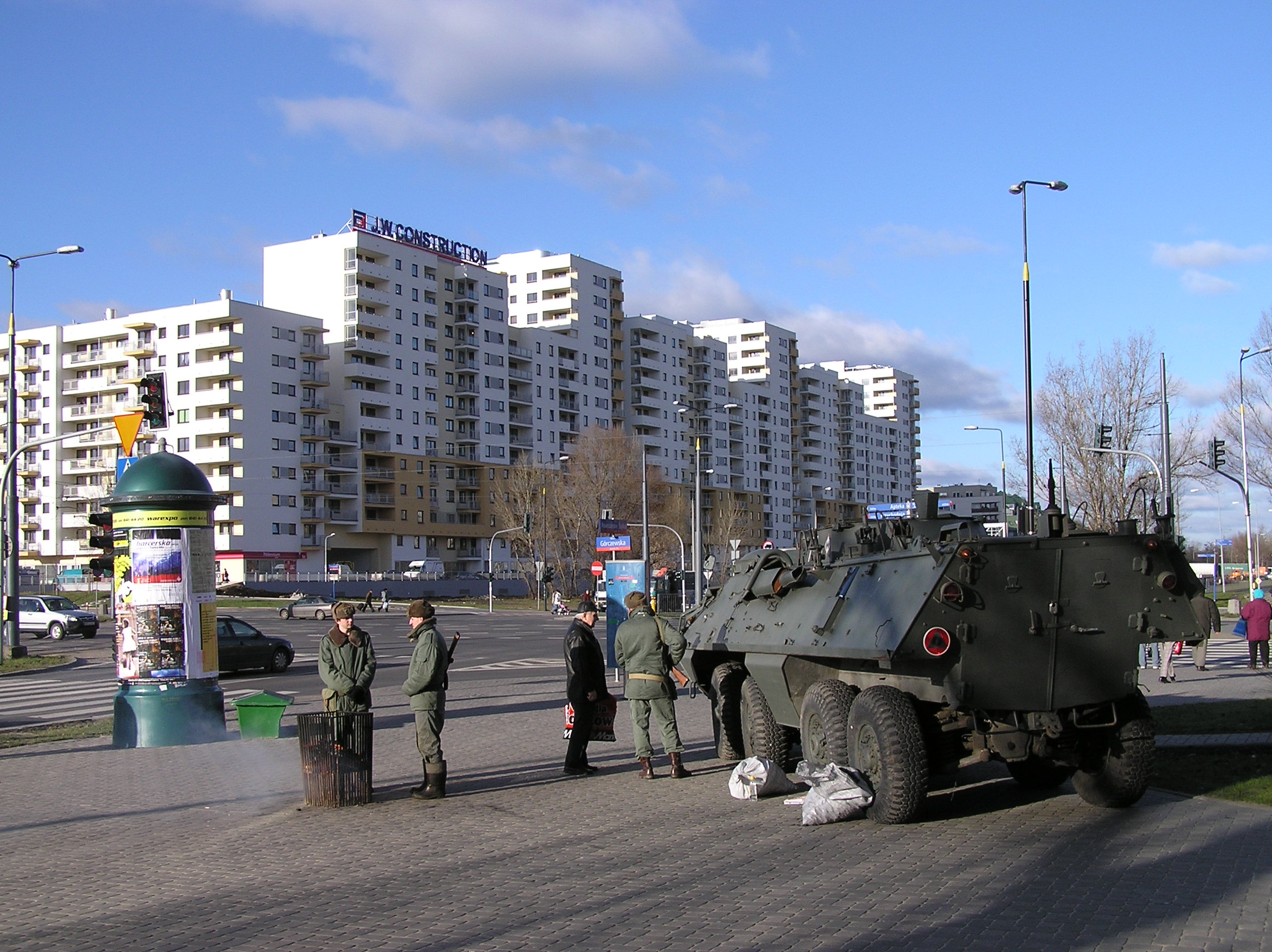
SKOT-1A pendant l'état de siège proclamé par le gouvernement en Pologne. Varsovie, 13.12.2007 (à la mémoire de 13.12.1981)

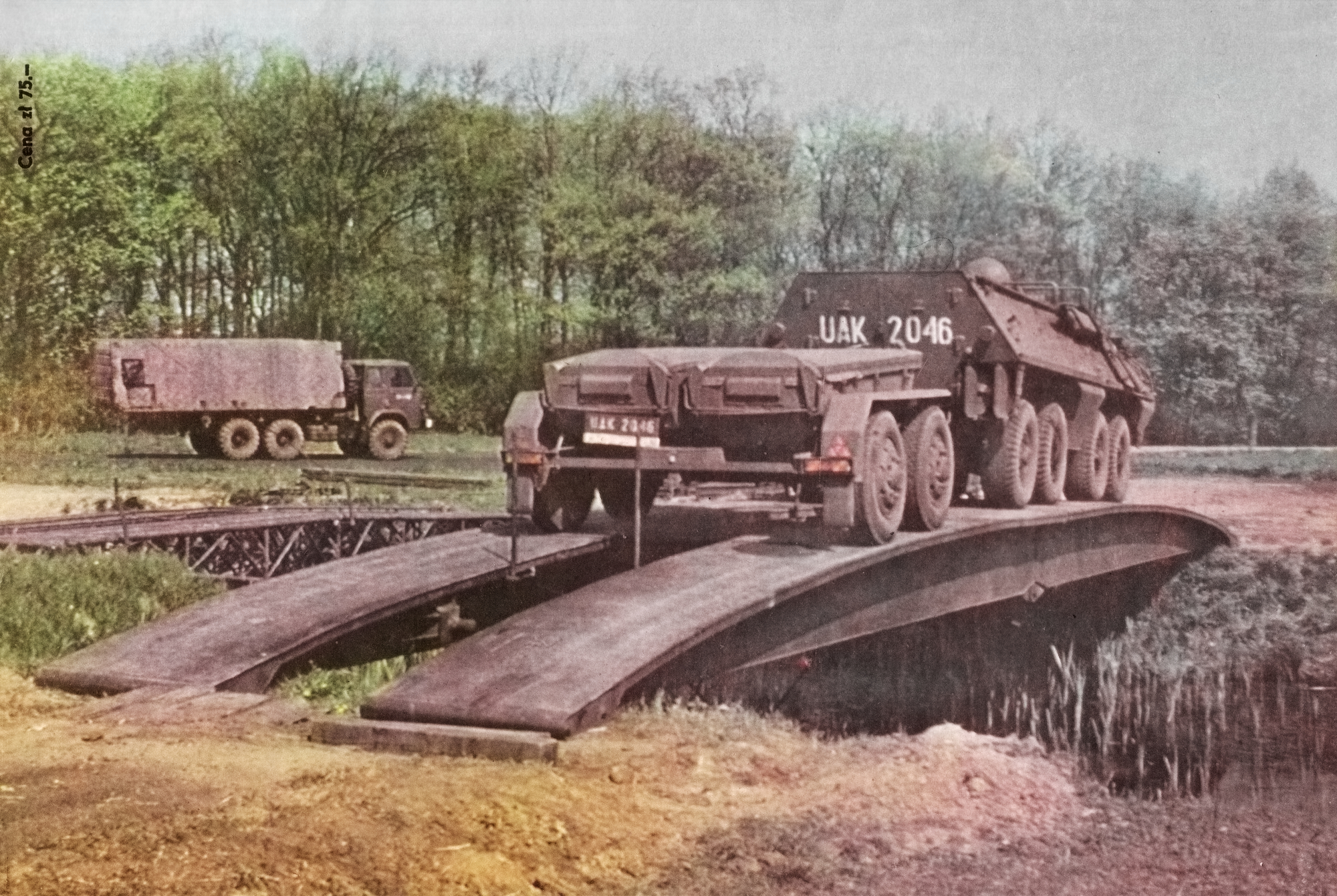
SKOT S-260 polonais lors du tractage d'une remorque pendant la traversée d'un "pont à tank" (?)

- OT-64 - version originale, utilisée comme un APC. Les premiers modèles n'étaient pas armés, mais plus tard, le véhicule sera équipé de mitrailleuses de 7,62 mm ou de mitrailleuses lourdes DShK 1938/46 de 12,7 mm. Ceux utilisés pour être connus par l'Ouest (propagande?) sont, respectivement: l’OT-64A et l’OT-64B. Certains étaient armés de mitrailleuse lourde DShK 1938/46 de 12,7 mm, les OT-64 APC avaient du blindage autour de leur mitrailleuse lourde[1],[3].
  - OT-64 - équipé d'une petite tourelle d'OT-65A. Celui-ci est armé avec deux mitrailleuses[3].
  - DTC-64 (dilna technicke pomoci) - version tchèque, utilisée comme un tank de réparation, il dispose de barres de remorquage, d'équipement de soudage et d'une commande manuelle pour une grue d'une capacité de 1 tonne. Il y avait deux sous-versions du DTC-64, à savoir le PAO-64/M pour les unités d'infanterie mécanisée et le PAO-64/T pour les unités de chars. Photos
  - OT-64 ZDRAV ou ZDR-64 (zdravotni): ambulance.Photos
  - OT-64A - Amélioration de la version équipée avec une tourelle Soviétique BPU-1 d'une automitrailleuse blindée BRDM-2 armée d'une mitrailleuse lourde KPVT de 14,5 mm et de mitrailleuse coaxiale PKT de 7,62 mm. Dans les sources Occidentales, cette version est souvent appelée OT-64C. À la fin des années 1990, certains de ces véhicules ont eu des modifications (tourelles remplacées...) pour les opérations de maintien de la paix.Photos. L'OT-64A est utilisé comme base pour plusieurs véhicules de commandement (velitelsko štábní obrněný transportér), il est équipé de plusieurs postes radio, d'un générateur d'un kW et d'une antenne.
    - VSOT-64/R2 R102
    - VSOT-64/R2 R105
    - VSOT-64/R2 R108
    - VSOT-64/R2M Photos
    - VSOT-64/R3
    - VSOT-64/R3MTPhotos
    - VSOT-64/R4MT
    - VSOT-64/R4RT
    - OT-64A - équipée d'ATGM qui se monte sur les côtés de la tourelle.
    - [3]
    - OT-64A - est dotée d'une nouvelle tourelle avec une plus grande élévation de l'armement. Semblable au SKOT-2AP polonais[3].
    - OT-93 - Exportation de la version de l'OT-64A avec la tourelle originale remplacée par celle de l'OT-65M ou de l'OT-62B. L'armement se compose d'une seule mitrailleuse de 7,62 mm.Photos

  - Cobra - version de combat de l'infanterie, équipée d'une nouvelle tourelle avec un canon 2A42 de 30 mm. N'a jamais été produite.

### Pologne

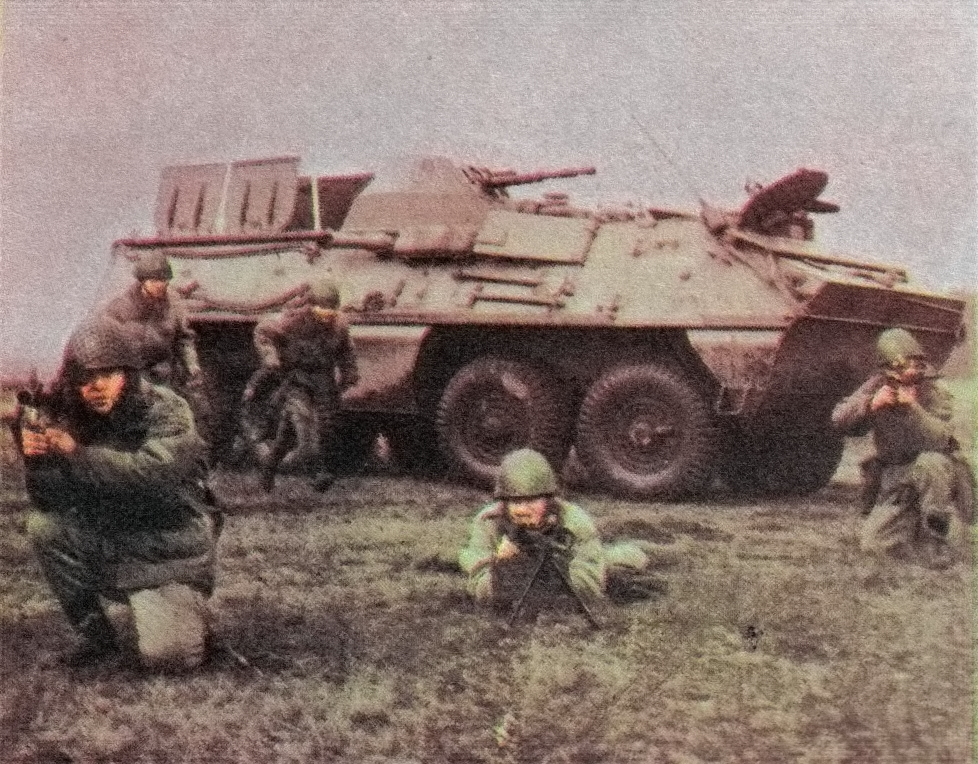
SKOT-2A

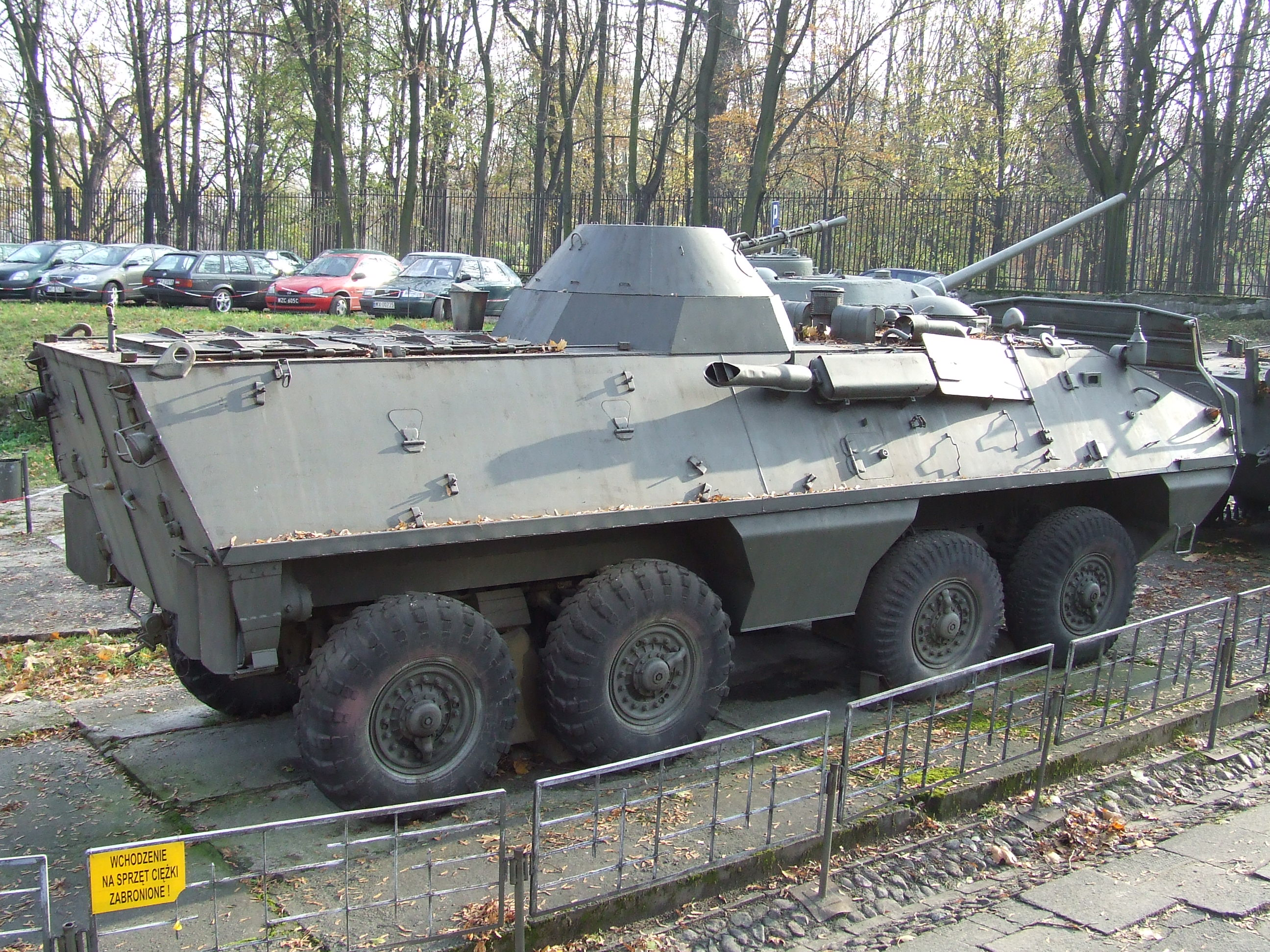
SKOT-2A au Musée de l'Armée polonaise (Muzeum Wojska Polskiego)

### Uruguay
- Vehículos acorazados de ruedas M64 - désignation uruguayenne pour un OT-64 armé d'une mitrailleuse[3].
- Vehículos acorazados de ruedas M93 - désignation uruguayenne pour un OT-93[3].

## Opérateurs

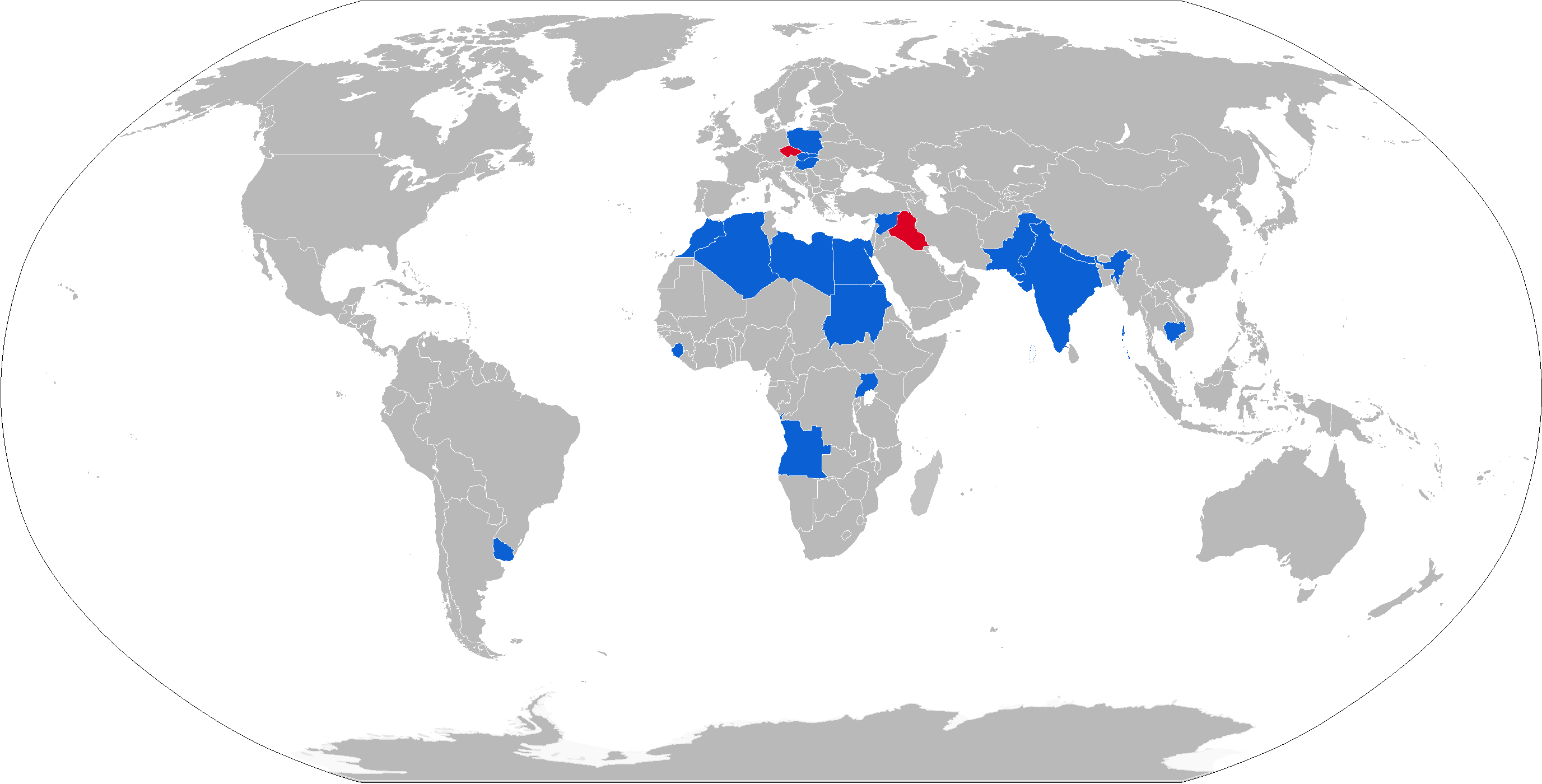
Pays opérateurs présent ou anciens de l'OT-64 SKOT

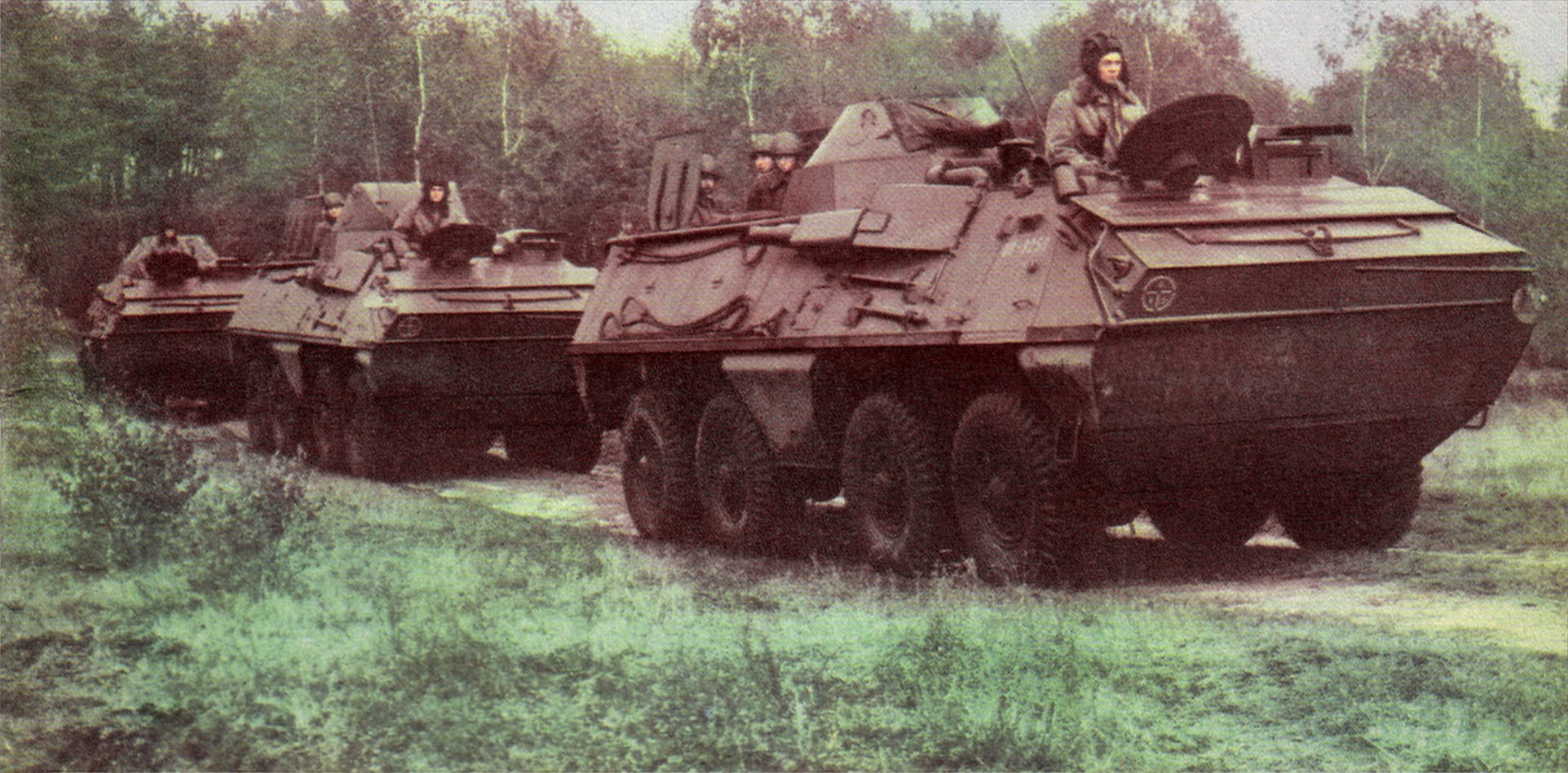
Deux SKOT-2A Apc et un SKOT-2AP APC.

- [4]

### Ancien opérateurs
- République tchèque - les unités tchèques ont été mises hors service en 2006 et ont été remplacées par de nouveaux véhicules blindés Pandur II CZ.[2] (28 OT-64 APC seront intégrés dans l'équipement de l'armée tchèque à compter du 1er janvier 2008.)[5]
- Irak - 200 OT-64A (version équipée avec une tourelle de BRDM-2), commandés à la Tchécoslovaquie dans les années 1980 et livrés en 1981[4]. Tous ont été détruits ou mis au rebut.

### Opérateurs civils

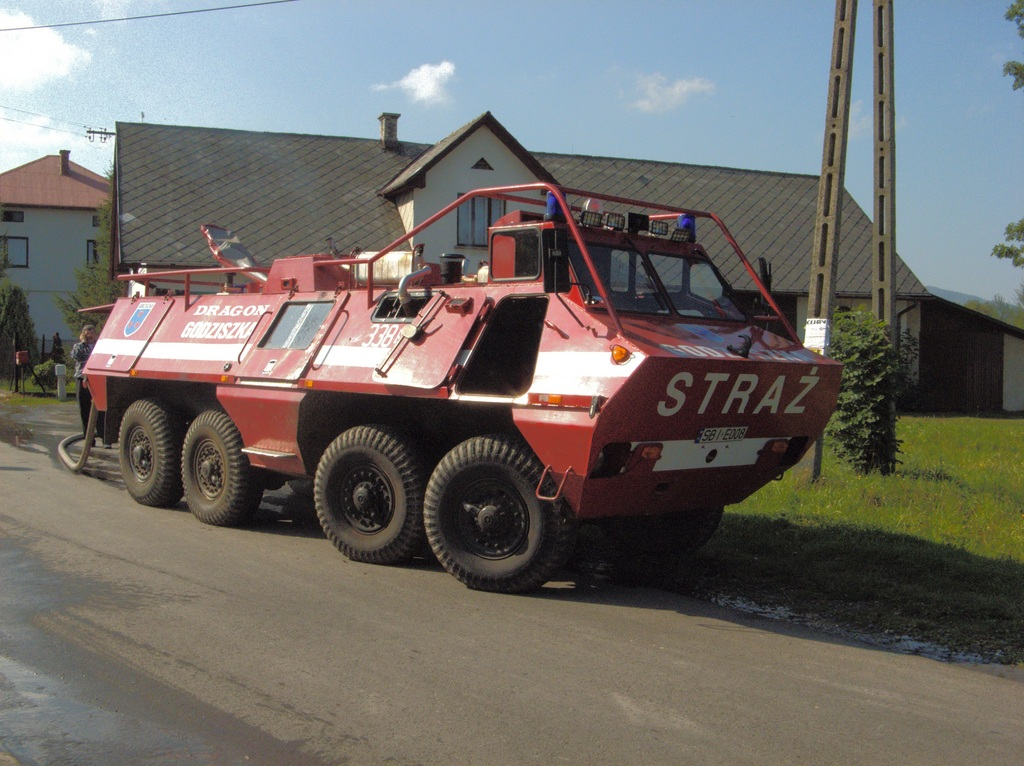
SKOT-1A en véhicule de pompiers.

- Au moins 2 SKOT APC sont utilisés dans le domaine civil, un en République tchèque et en Pologne, ils ont été modifiés et sont utilisés comme véhicules de pompiers[6]
- De nombreux SKOT APC de la  Pologne et de la République tchèque ont été vendus à des propriétaires privés qui s'assurent qu'ils sont en état de marche et paradent régulièrement avec pour les amateurs de véhicules blindés[7]. Certains propriétaires tchèques d'OT-64s ont fait homologuer leurs APC et roulent avec sur les routes publiques[8].

## Littérature
- Philip Terwhitt, “Tank”, New Emperor Publishing House, complainte ford, 2005,  (ISBN 3-7043-3197-X)